# Longchamps (Éghezée)
Longchamps is een dorp in de Belgische provincie Namen, en een deelgemeente van de Waalse gemeente Éghezée. Het was een zelfstandige gemeente tot het bij de fusie van 1977 toegevoegd werd aan de gemeente Éghezée.
Het dorp ligt op zo'n 2 kilometer ten zuidwesten van de dorpskern van Éghezée, net ten westen van de weg naar Namen. De industriezone van Éghezée ligt gedeeltelijk op het grondgebied van Longchamps.

## Bezienswaardigheden
- De Sint-Foillankerk (Église Saint-Feuillen) was een 18e-eeuwse classicistische kapel. Nadat Longchamps een zelfstandige parochie werd, volgde uitbreiding in 1838. De toren is van 1863.
- Het kasteel van Longchamps werd in 1955 aangekocht door Léopold de Marotte de Montigny. Onder de grondvesten werden Romeinse voorwerpen gevonden. Ook was hier een feodale burcht die meermaals werd verwoest en herbouwd. De kern van het woongedeelte heeft betrekking op de voormalige burcht.

## Natuur en landschap
Te Longchamps vindt men een suikerraffinaderij met een complex van bezinkvijvers. Longchamp ligt aan de Marka die noordwaarts stroomt om uit te monden in de Mehaigne. De hoogte aan de kerk bedraagt 162 meter.

## Demografische ontwikkeling
- Bronnen:NIS, Opm:1831 tot en met 1970=volkstellingen, 1976= inwoneraantal op 31 december

## Nabijgelegen kernen
Eghezée, Mehaigne, Upigny, Leuze
Deelgemeenten: Aische-en-Refail · Bolinne · Boneffe · Branchon · Dhuy · Hanret · Leuze · Liernu · Longchamps · Mehaigne · Noville-sur-Mehaigne · Saint-Germain · Taviers · Upigny · Waret-la-Chaussée

Belgische gemeenten · arrondissement Namen · provincie Namen · Wallonië